# 吳六奇
吳六奇（1607年—1665年），字鑒伯，別字葛如，廣東省潮州豐順縣人，明末清初军事人物。

## 生平
家世廣東海陽人，因好賭，家道中落，明末行乞於吳越之間。後投靠南明桂王朱由榔。
清兵攻克潮州時投降平南王。拜潮州總兵，以功升為廣東水陸師提督。王士禎《吳順恪六奇別傳》記載六奇微時，海寧孝廉查繼佐（查史璜）曾接濟過他，贈以「海內奇男子」五個字。
康熙二年（1663年），莊廷鑨明史案起，繼佐名列參校中，幾招不測，六奇力為奏辨，終免一死。王士禛《香祖笔记》卷七載：“六奇後卒官，贈少師，兼太子太師，諡順恪。”榮祿大夫，以別字行。

## 著作
著有《忠孝堂文集》。

## 筆記小說上的記載

### 聊齋誌異
《聊齋誌異》〈大力將軍〉篇稱吳六奇為吳六一：「後十餘年，查猶子令於閩，有吳將軍六一者，忽來通謁。」
根據此故事，查繼佐在一廟內看見吳六奇單手可以升起廟內的大鐘，並取出藏在鐘內的剩飯，驚為奇人，認為他在這個亂世應該報效社會，使其異能得以發揮。爾後，中國改朝換代，而吳六奇亦在新的滿清政府當官，衣錦榮歸後向查繼佐道謝。

### 鹿鼎記
《鹿鼎記》指吳六奇為天地會人，純為虛構。

### 觚賸
《觚賸》〈雪遘〉篇稱吳六奇當上水陸提督後，款待查繼佐，並送一座名為英石峰的奇石給查繼佐，此石改名為皱云峰，後世譽為江南三大名石之一。

## 參看
- 《康熙大帝》：以吳六奇為原形的吳六一在此歷史小說與電視劇出現，並且擒住鰲拜，人物劇情純屬虛構。史實上吳六奇早已去世，而且也非九門提督。

## 外部連結
- 丰顺县人文景观②——丰良镇少师第（大衙）